# Stanisław Jastrzębski (samorządowiec)
Stanisław Jastrzębski (ur. 14 września 1959 w Goworowie) – polski samorządowiec i weterynarz, od 2002 roku wójt gminy Długosiodło, od 2024 roku prezes Związku Gmin Wiejskich RP. W latach 1998–2002 starosta powiatu wyszkowskiego.

## Życiorys
Jest synem Stefanii i Wincentego. Ukończył Akademię Rolniczo-Techniczną w Olsztynie uzyskując tytuł lekarza weterynarii. Jest także absolwentem studiów podyplomowych w zakresie samorządu terytorialnego i rozwoju lokalnego na Uniwersytecie Warszawskim, ukończył także studium podyplomowe z prawa rolnego Unii Europejskiej. Pracował jako kierownik Państwowego Zakładu Leczniczego w Długosiodle.
Był wiceprezesem Warszawskiej Izby Lekarsko-Weterynaryjnej oraz prezesem Wojewódzkiego Samorządu Lekarskiego woj. ostrołęckiego.

### Kariera polityczna

#### Starosta powiatu wyszkowskiego
Dołączył do Polskiego Stronnictwa Ludowego, został członkiem Rady Naczelnej tej partii. W październiku 1998 roku został wybrany radnym powiatu wyszkowskiego. 10 listopada tego samego roku powołano go na funkcję starosty powiatu. W wyborach samorządowych w 2002 roku z powodzeniem ubiegał się o reelekcję jako radny powiatu, uzyskał 717 głosów. 22 listopada tego samego roku na funkcji starosty zastąpiła go Justyna Garbarczyk. Pozostał do 2006 roku radnym powiatu.

#### Wójt Długosiodła
W wyborach w 2002 roku został wybrany wójtem Długosiodła, w drugiej turze wygrał Witoldem Chmielem otrzymując 2276 głosów (60,26%). W wyborach samorządowych w 2006 roku został w pierwszej turze został ponownie wybrany wójtem Długosiodła, wygrał z kandydatem PiS Andrzejem Groszykiem uzyskując 2676 głosów (81,29%). W wyborach w 2010 roku był jedynym kandydatem, z powodzeniem ubiegał się o reelekcję uzyskując 2756 głosów za (89,89). W kwietniu 2011 roku został członkiem zarządu Związku Gmin Wiejskich RP. W wyborach samorządowych w 2014 roku z powodzeniem ponownie kandydował na urząd wójta, w pierwszej turze uzyskał 2432 głosy (68,86%) wygrywając z Marzeną Dyl i Mirosławem Borucem (SLD). W marcu 2015 roku powołano go na funkcję wiceprzewodniczącego Związku Gmin Wiejskich. W wyborach w 2018 roku ponownie wybrano go w pierwszej turze wójtem, uzyskał 2153 głosy (56,96%).
W wyborach parlamentarnych w 2023 roku bezskutecznie ubiegał się o mandat posła na Sejm RP, kandydując z 3. miejsca listy Trzeciej Drogi w okręgu wyborczym nr 18, uzyskał 5789 głosów. W wyborach samorządowych w 2024 roku uzyskał reelekcję wygrywając z kandydatem PiS Markiem Krzyżańskim, uzyskał 1741 głosów. W sierpniu tego samego roku został wybrany przewodniczącym Związku Gmin Wiejskich RP, zastąpił na tej funkcji Krzysztofa Iwaniuka. W styczniu 2025 roku został członkiem Europejskiego Komitetu Regionów, w którym dołączył do Europejskiej Partii Ludowej.